# ブルネット

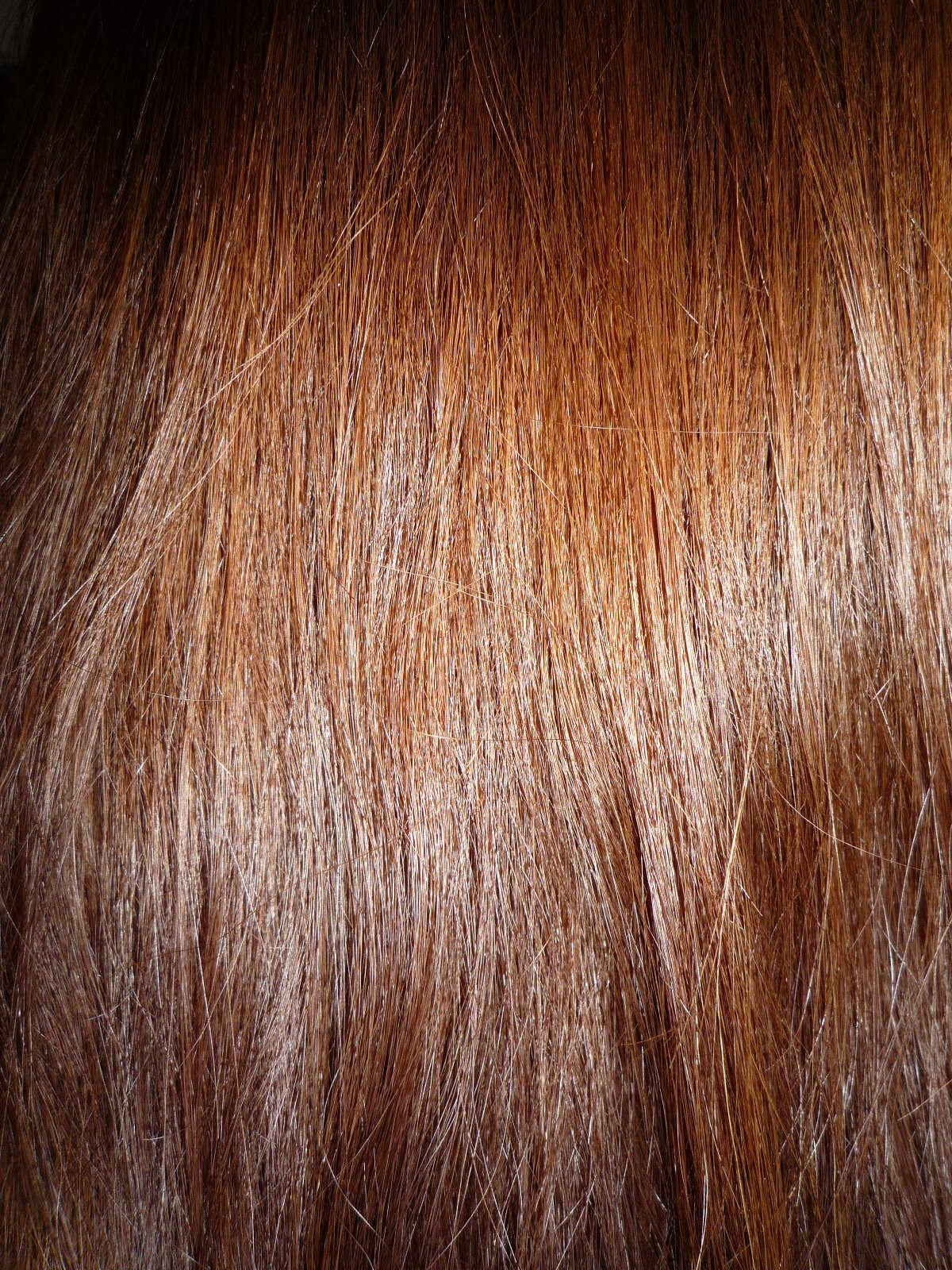
ブルネットのクローズアップ写真

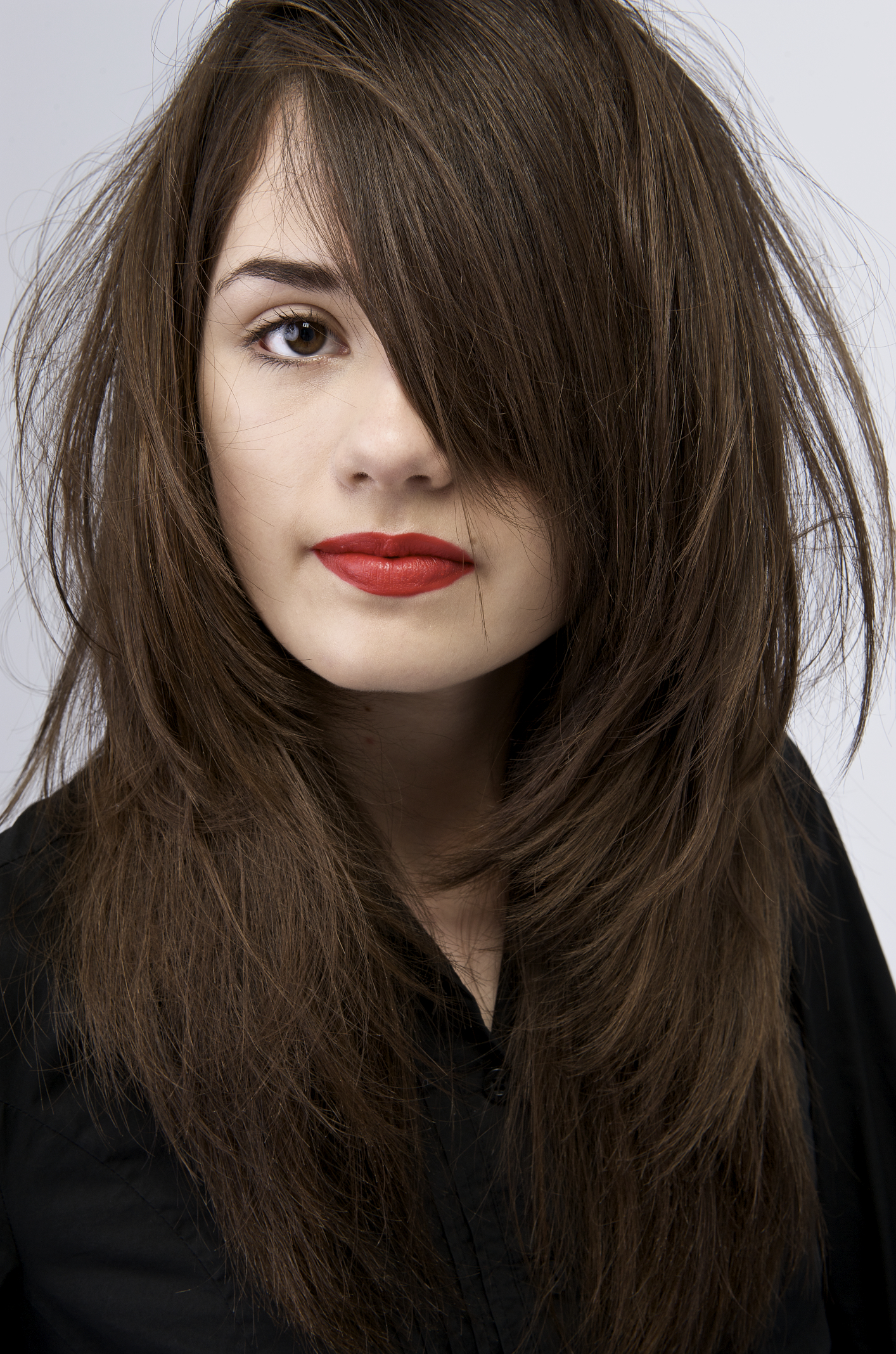
茶色の髪の女性

ブルネットは黒髪に次いで最も一般的なヒトの髪の色である。ライトブラウンからミディアムダークヘアーまで多岐にわたる。高レベルの黒い色素であるユーメラニンと低レベルの薄い色素であるフェオメラニンに特徴づけられる。ブルネットはフランス語のbrunetteの女性形であり、brun(ブラウン、ブラウンの髪もしくはダークヘアー)の指小辞である。
ブルネットは西洋では一般的であり、特に中央ヨーロッパ、東南ヨーロッパ、 東ヨーロッパ、南ヨーロッパ、コーノ・スール、アメリカ合衆国でポピュラーであり、中東でもこの髪色を持つ人口は存在するが、黒髪に変わりつつある。アボリジニとメラネシア人にもブルネットが多い。

## 語源と文法
brunette(ブルネット)という用語はフランス語のbrunetの女性形で、brun(ブラウン、ブラウンの髪の)の指小辞である。その全ての語は究極的にインド・ヨーロッパ祖語の*bhrūn-”ブラウン、グレイ”である。"brun" (発音:[bruːn])はスコットランド、特に田舎の地域でまだ一般的に使われており、北ゲルマン語群ではブラウンといった意味で使われる。しかし近代英語の用語では指小辞的意味は失われ、普通にブラウンの髪の女の子、女性、もしくはその髪の色の人に使われる。メリアム＝ウェブスターはブルネットを"ブラウンの髪を持つ人"と定義しており、男の子や男性に使う時は比較的暗くで女の子や女性に使う時は普通のブルネットであるとしている 。

## 地理と分布
ブルネットはヨーロッパで優位である。北と中央ヨーロッパで中間、ライトブラウンの髪が一番一般的で暗いブラウンの髪は残りで広がっている。中間からライトブラウンの髪は、オーストラリア、カナダ、南アフリカの南アフリカ共和国の白人、アメリカ合衆国のヨーロッパ系アメリカ人 、北ヨーロッパ、中央ヨーロッパ、東ヨーロッパ(イギリス人、北ドイツ人、バルト三国、オランダ人、ドイツ人、ドイツ語圏のスイス人、オーストリア人、スロベニア人、ポーランド人、ウクライナ人 、ロシア人)、また同等に、南イタリア人、スペイン人、ギリシア人、ポルトガル人と南ヨーロッパ人(クロアチア人、セルビア人)で見られる。
金髪に似て、ブルネットは一般的にアボリジニとメラネシア人に一般的に見られる。
ダークブラウンの髪は地中海沿岸のヨーロッパ、中東、北アフリカ、中央アジア、南アジアで優位である。とても暗いブルネットは黒髪と間違えらえれやすく、東アジアの一部で見られる 。これはコーノ・スール(チリ、アルゼンチン、ウルグアイ。中央、南ブラジル)でも言える。
ダークブラウンの髪はシベリア原住民やアメリカ先住民で一部見られるが、特に東南アジア、色素が変わったせいで、フィリピン、マレーシア、ベトナムでみられる。例として、特に彼らが若い時、他のグループと一緒で、ダークブラウンである。

## 生化学

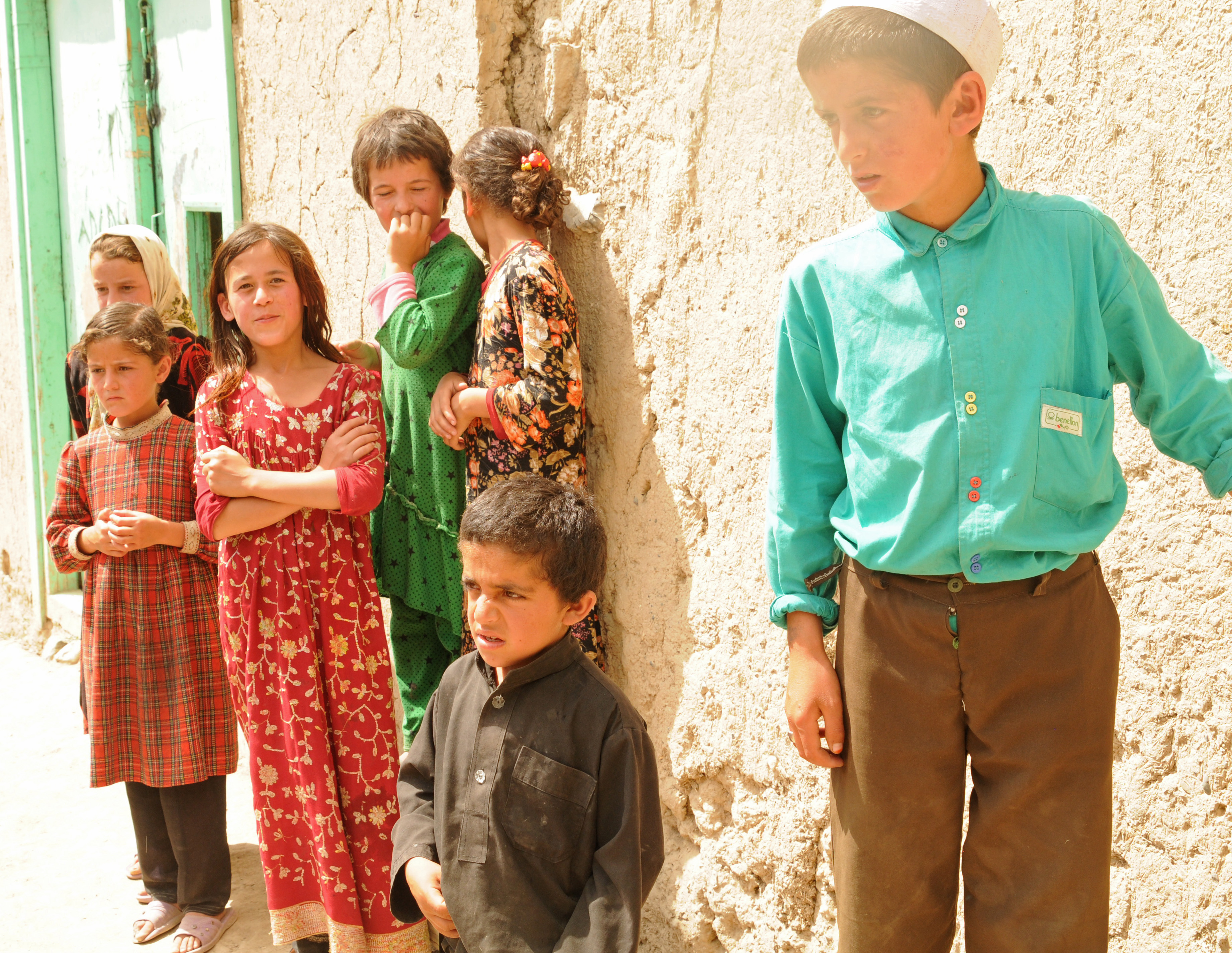
ブルネットのアフガンの子供たち

ユーメラニン色素はブラウンの髪に見分けがつく色を与える。ブラウンの髪は金髪よりもユーメラニンの量が多く、黒髪より少ない。ユーメラニンには2種類の異なるタイプがあって重合体の結束する形によって互いに区別する。その二つのタイプとは黒ユーメラニンとブラウンユーメラニンである。黒ユーメラニンは一番黒い。ブラウンユーメラニンは黒より明るい。他の色素がなく、黒ユーメラニンの量が少ないとグレイヘアーになる。他の色素がなく、ブラウンユーメラニンの量が少ないと金髪になる。もちろん、自然のブロンドもしくは赤毛は時間が立てばブラウン色よりも濃くなる。ブルネットの人々は中くらいの濃さの髪である。
ブルネットの人々は肌を守るユーメラニンをより多く生産出来、より深い肌の色になると考えられている。ブラウンの髪の人々の肌の色は種類が多く、薄い肌の色から深いオリーブ色の肌まで幅が広い。

## 種類
ブルネットはとても幅広く、とても濃いブラウン（ほとんど黒）から一番明るいブラウン（ほとんどブロンド）まである 。
ブルネットは下記のバリエーションがあるとされる。
- 一番深いブルネット: 一番深いブラウン、それは深い栗色であり得る。ある程度の距離から見るとオフブラックに見え、よく黒と間違えられる[7]。
- 深いブラウン
- ミルクチョコレートブラウン
- 深い栗ブラウン
- 明るい栗ブラウン
- 中間ブラウン: スタンダードブルネット、ラシット（英語版）ブラウンに似ている。
- クルミブラウン: 中間ブラウンの暖色、明るい栗色に似ている。
- キャラメルブラウン: 暖かいブラウンの色
- 明るい金のブラウン : 一番明るいブラウン、ほとんどダーティブロンド
- 鼠色: 鈍い明るいブラウン, 時々、ダーティブロンドと間違われる
- ライトアッシュブラウン: ほとんどブロンド
- 一番明るいブラウン: 太陽の光の下では中間ブロンドと言われるライトブラウン
- メープルブラウン: メープルシロップのように深い金のブラウン

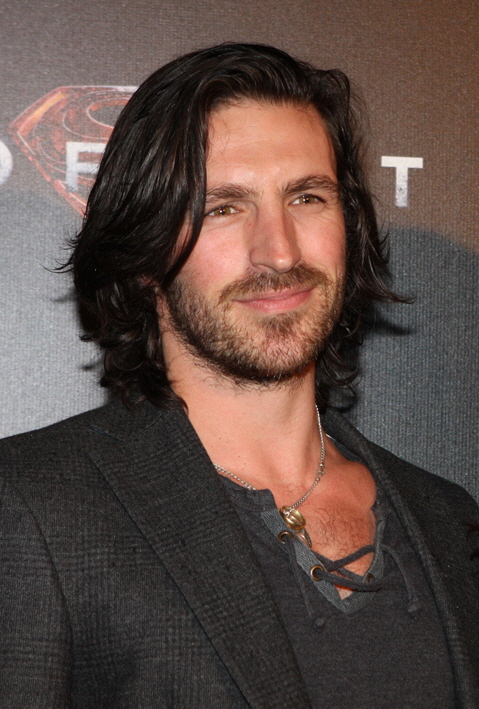
一番深いブルネット
(エオイン・マッケン（英語版）)
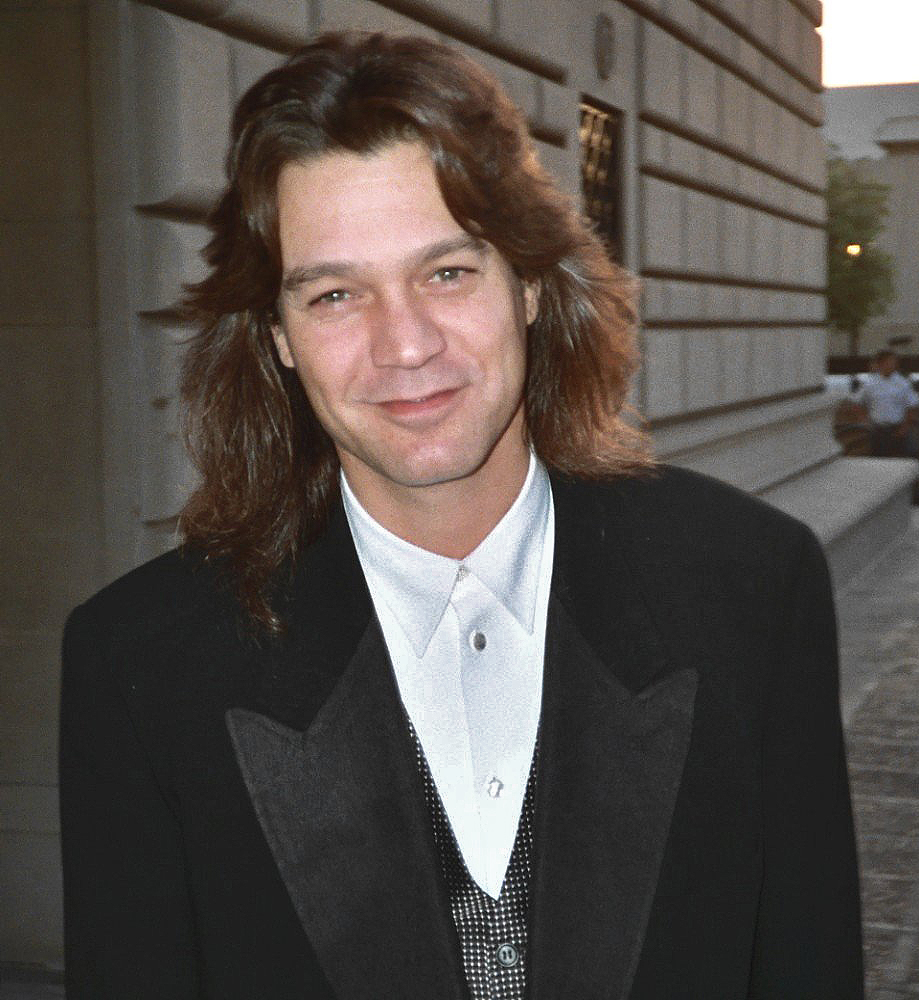
ダークブラウン (エドワード・ヴァン・ヘイレン)
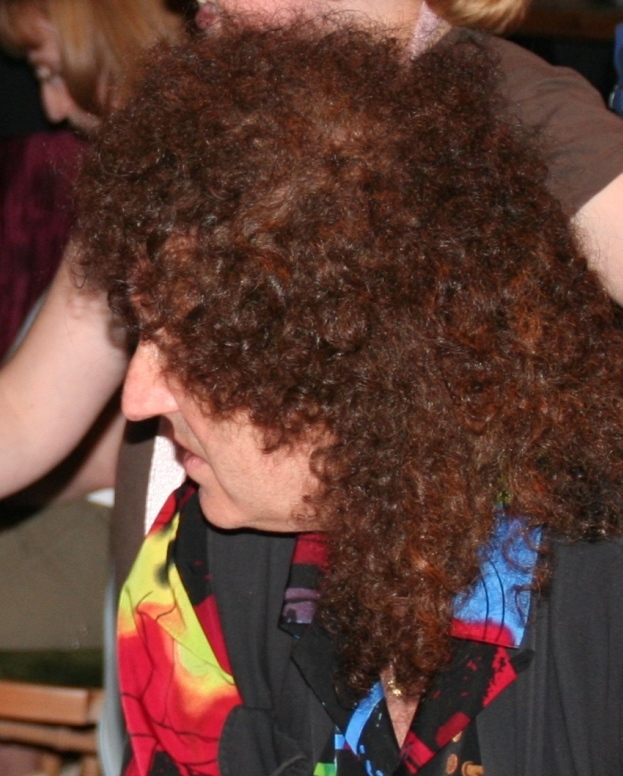
深い栗色 (ブライアン・メイ)
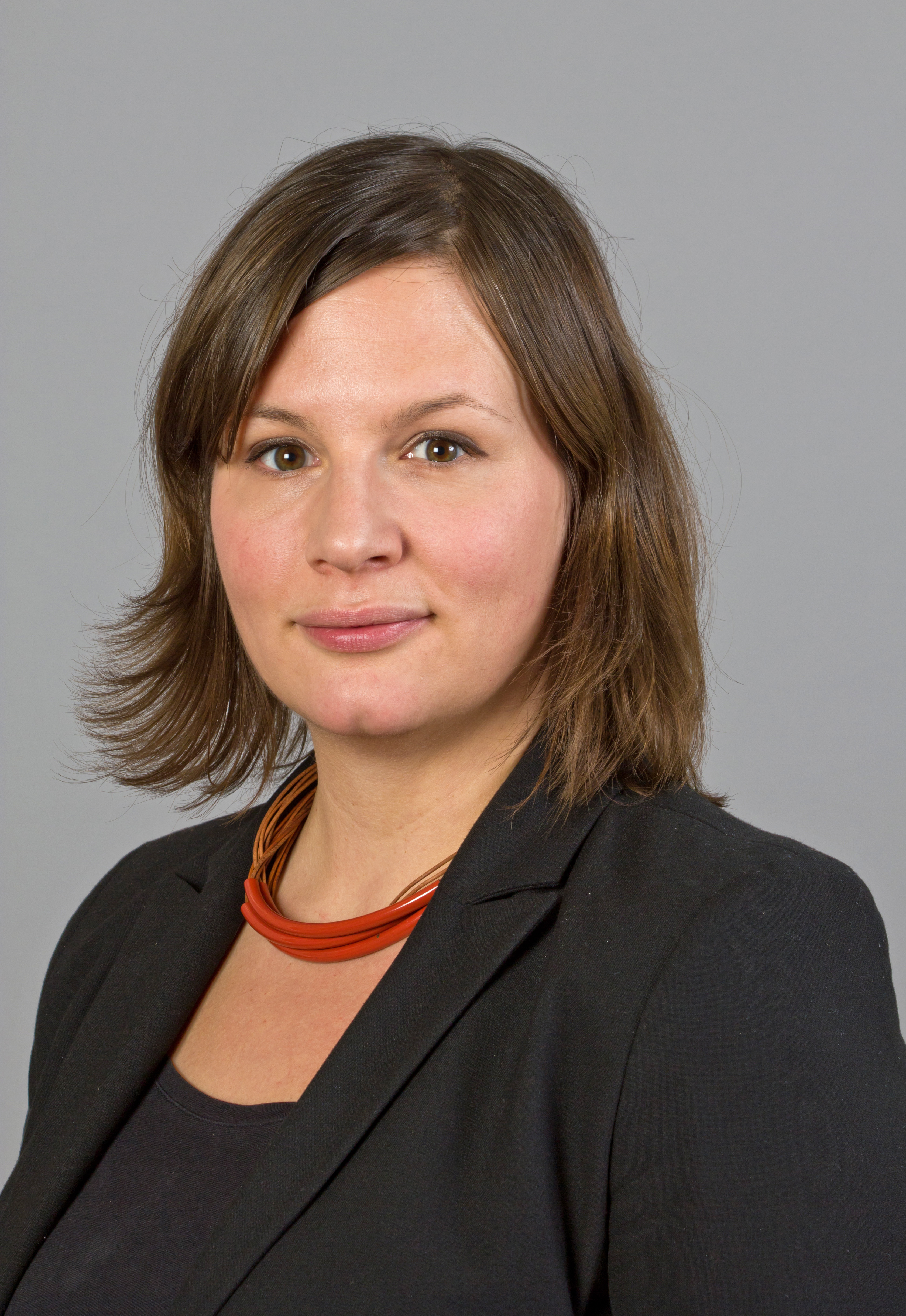
中間ブラウン
(アンティエ・ケペック（ドイツ語版）)
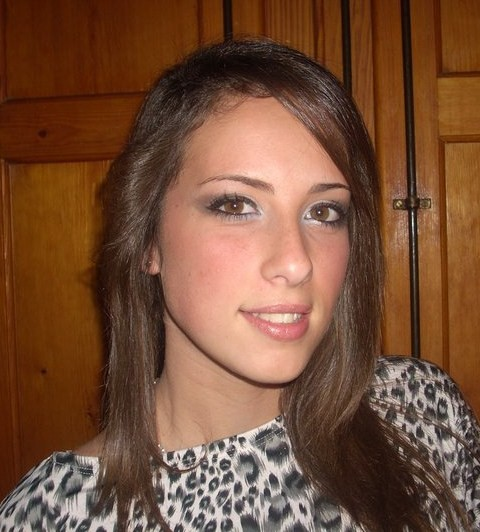
ライトブラウン (イタリア#国民 シチリア 女の子)
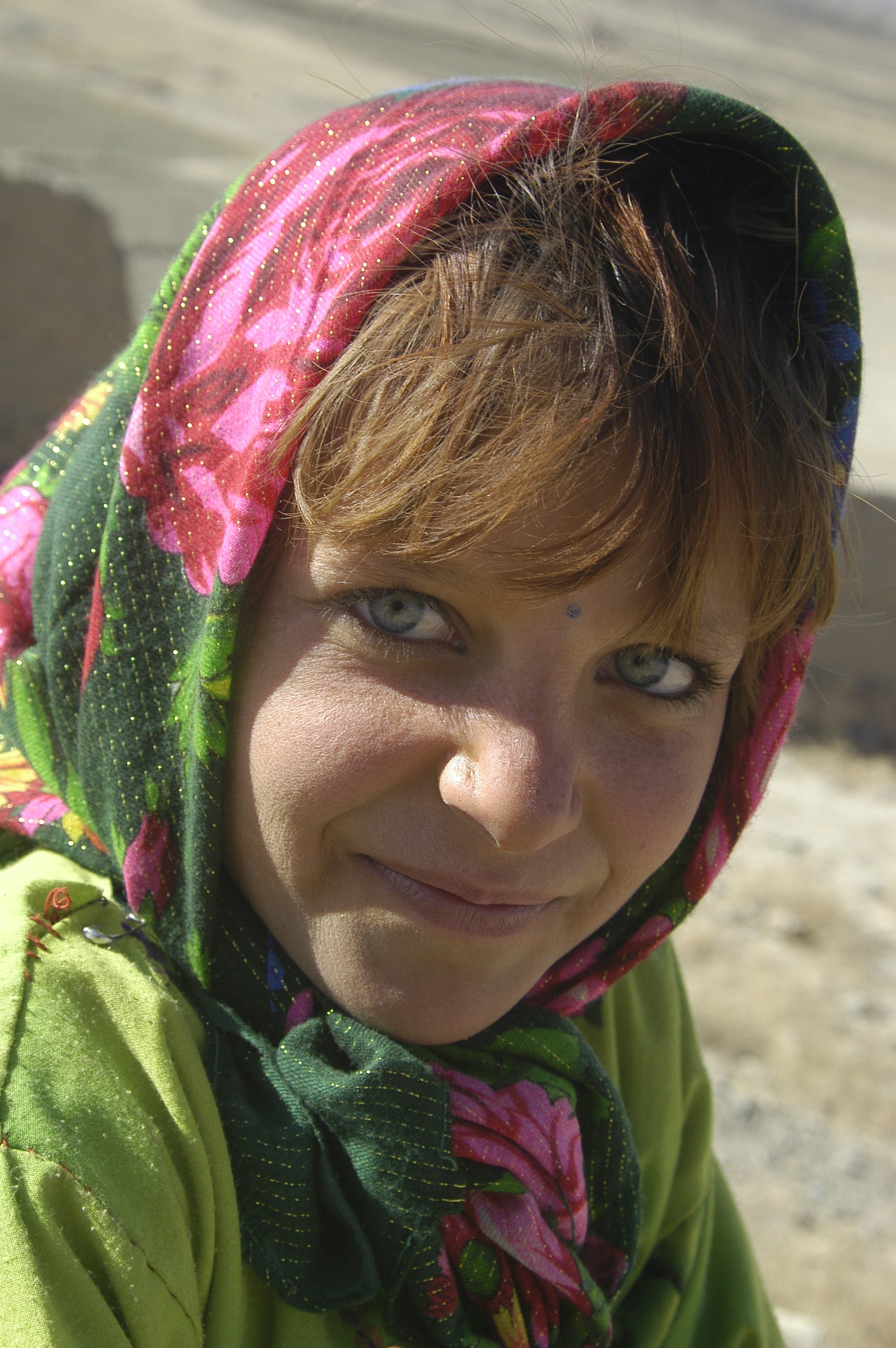
シナモンブラウン (アフガン人 ヌーリスターン人 女の子)
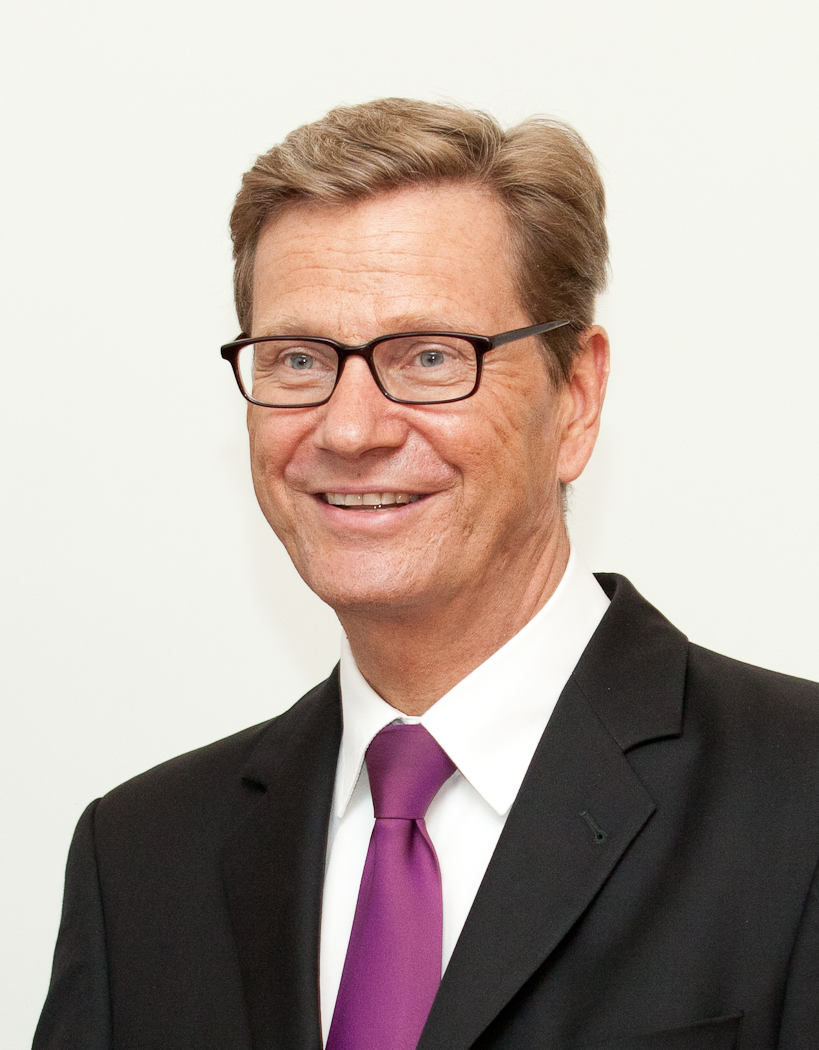
ライトアッシュブラウン (ギド・ヴェスターヴェレ)

## 文化

### 文化的繋がり
西側の一般的な文化では、一般的なステレオタイプでは、ブルネットは安定的で、真剣で、賢く、知性的である。雑誌Allureでは2005年に76パーセントのアメリカ人女性はアメリカ合衆国の初めての女性大統領はブラウンの髪だと信じている。

### モダンフィクション
『紳士は金髪がお好き(小説)』の作者アニタ・ルースは続編『しかし紳士はブルネットと結婚する』を書き、『紳士はブルネットと結婚する』というタイトルで映画化された（Jane Russell、Jeanne Crain主演）。

### ブロンドとの競合
一般的なカルチャーでは、ブルネットはブロンドの女性のライバルのように描かれている。そのライバル性は競技スポーツの世界でも描かれている 。もしくは、三角関係の男性に対してブロンドとブルネットの女性が競争する形が描かれている。